# Simon Sommer
Simon Sommer (* 11. September 1990) ist ein österreichischer Fußballspieler.

## Karriere
Sommer begann seine Karriere beim USV Leopoldskron-Moos. 1998 wechselte er zum USK Anif. 1999 wechselte er zum FC Bergheim. 2000 ging er in die AKA Salzburg. 2004 wechselte er zum SV Seekirchen 1945. 2006 wechselte er zum USV St. Georgen. 2007 ging er zum SV Hallwang. 2009 kehrte er nach Anif zurück. 2012 wechselte er zum SV Austria Salzburg, mit dem er 2015 den Aufstieg in den Profifußball feierte. Sein Profidebüt gab er am 1. Spieltag 2015/16 gegen den SKN St. Pölten.
Nach dem Abstieg Salzburgs in die Regionalliga kehrte er im Sommer 2016 zum USK Anif zurück. Er holte mit USK Anif den Meistertitel 2016/17 und steuerte als linker Außenverteidiger sieben Tore bei. Insgesamt blieb er drei Spielzeiten lang in Anif, absolvierte die Saison 2019/20 beim Salzburger AK 1914 in der Regionalliga Salzburg und wechselte danach im Sommer 2020 zum SV Friedburg in die viertklassige oberösterreichische Landesliga.